# MotorStorm
MotorStorm is een racespel ontwikkeld door Evolution Studios en gepubliceerd door Sony Computer Entertainment voor de PlayStation 3. Eerst bekendgemaakt in de E3 2005, Uitgebracht in Japan op december 2006 en in de rest van de wereld op maart 2007. MotorStorm heeft wereldwijd drie miljoen stuks verkocht. Nadat Sony Evolution Studios heeft gekocht, hebben ze aangekondigd dat ze aan het werken zijn aan een vervolg van MotorStorm.

## Gameplay
Het spel neemt plaats in in het fictieve MotorStorm festival in Monument Valley. Het doel van het spel is als eerste over de finishlijn rijden. De speler kan kiezen uit 7 verschillende auto's: rallycars, vrachtwagens, motors, ATV's, trucks, dune buggies en mudpluggers. Bij elke race moet een van deze wagens gekozen worden. Elk circuit heeft vele verschillende wegen om optimaal te profiteren van het gekozen voertuig. Meestal heeft het circuit 3 rondes met 15 tegenstanders. De gebeurtenissen zijn real-time, zoals de moddereffecten, de sporen van de autobanden (BV: als een wiel wordt verloren blijft dat wiel liggen op het circuit). "Boost" wordt gebruikt om tijdelijk sneller te rijden. De boostmeter geeft aan hoe warm de motor is. Als de motor te warm is, explodeert deze. Door sprongen te maken met het voertuig, kan de boostmeter worden verlaagd.

## Recensies
| Publicatie                                | Score                   |
| ----------------------------------------- | ----------------------- |
| All Game Guide                            | 3.5/5                   |
| Edge (magazine)\|Edge                     | 8/10                    |
| Electronic Gaming Monthly                 | 8.3/10                  |
| Game Revolution                           | B                       |
| GamesMaster (magazine)\|GamesMaster       | 85%                     |
| Gamer TV                                  | 5/5                     |
| GameSpot                                  | 7.9/10                  |
| GameTrailers                              | 7.8/10                  |
| GameZone                                  | 8.8/10                  |
| IGN                                       | 8.9/10                  |
| Mansized                                  | 5/5                     |
| Next 3                                    | 80%                     |
| Official UK PlayStation Magazine          | 8/10                    |
| Official PlayStation Magazine (Australia) | 10/10                   |
| Play (UK magazine)\|Play                  | 91%                     |
| PSM (magazine)\|PSM                       | 85%                     |
| X-Play                                    | 3/5                     |
| XGN                                       | 8,5/10                  |
| 11th Annual Interactive Achievement award | Racing Game of the year |

Veel recensies prezen de hoge kwaliteit van de graphics en realisme van de crashes terwijl ze kritiek gaven op het gebrek van split screen multiplayer.
De AI zou de speler makkelijk inhalen ongeacht de prestaties van de speler en zou de speler expres van de baan duwen op hogere moeilijkheidsgraden.
Op september 2007 had MotorStorm een gemiddelde van 82/100 op Metacritic en 83% op Game Rankings.

## Soundtrack
- Curve – "Hell Above Water"
- Elite Force – "Presha"
- Every Time I Die – "The New Black"
- Gluecifer – "Automatic Thrill"
- Hyper – "Hot Rockin' "
- Kings of Leon – "Spiral Staircase"
- Krafty Kuts – "Bass Phenomenon"
- Lunatic Calm – "Leave You Far Behind"
- Monster Magnet – "Powertrip"
- Nirvana – "Breed"
- Pendulum – "Slam"
- Pitchshifter – "Scene This"
- Primal Scream – "Dolls (Sweet Rock 'N' Roll)"
- Primal Scream – "The 99th Floor"
- Queens of the Stone Age – "Medication"
- Reverend Horton Heat – "Big Red Rocket of Love"
- Slipknot – "Before I Forget"
- Spiritualized – "Electricity"
- The Experiment – "Cost of Freedom"
- Trash Palace – "Animal Magic"
- Wolfmother – "Woman"

### Extra songs
Deze extra songs zijn toegevoegd in de 3.1 versie:
- Elite Force – "Devil's Crossing"
- Jiffster – "Beat The Devil"

## Trivia
- Het spel is opgenomen in het boek 1001 Video Games You Must Play Before You Die van Tony Mott.